# 布恰利
49°39′8″N 23°40′42″E / 49.65222°N 23.67833°E
布恰利（烏克蘭語：Бучали），是烏克蘭的村落，隸屬利沃夫州利維夫區，始建於1604年，面積10.7平方公里，海拔高度265米，2025年人口1,290，人口密度每平方公里125.7人。